# ジョージ・サール

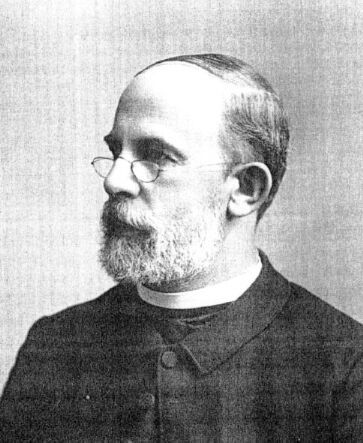
George Mary Searle

ジョージ・サール（George Mary Searle、1839年6月27日-1918年6月27日）はアメリカ合衆国の天文学者でカトリック教会の神父。
1858年に55番目の小惑星パンドラを発見した。また彼は6つの銀河も発見している。晩年にはカトリック教会の聖職者となり、アメリカ・カトリック大学で教鞭をとった。